# Charles-Ferdinand Ramuz
Charles-Ferdinand Ramuz (Lausanne, 1878. szeptember 24. – Lausanne, 1947. május 23.) francia nyelvű svájci író.

## Élete
Charles-Ferdinand Ramuz Vaud kanton fővárosában, Lausanne-ban született 1878. szeptember 24-én. A Lausanne-i Egyetemen tanult, majd rövid ideig a közeli Aubonne-ban tanított, utána pedig Weimarban. 1903-ban Párizsba költözött, ahol egészen az első világháború kitöréséig maradt (bár gyakorta hazautazott Svájcba). Irodalmi munkásságát az 1903-ban kiadott Le petit village verseskötetével kezdte. 
1914-ben visszatért Svájcba, ahol visszavonult életet folytatott, egészében az írásnak szentelte magát.
Ramuz írta a librettót Sztravinszkij A katona története c. színművéhez.
Charles-Ferdinand Ramuz a Lausanne melletti Pully-ban halt meg 1947-ben. A róla elnevezett C.F. Ramuz Alapítvány ötévente adományozza oda a C. F. Ramuz Nagydíjat a kiválasztott írók életművéért.

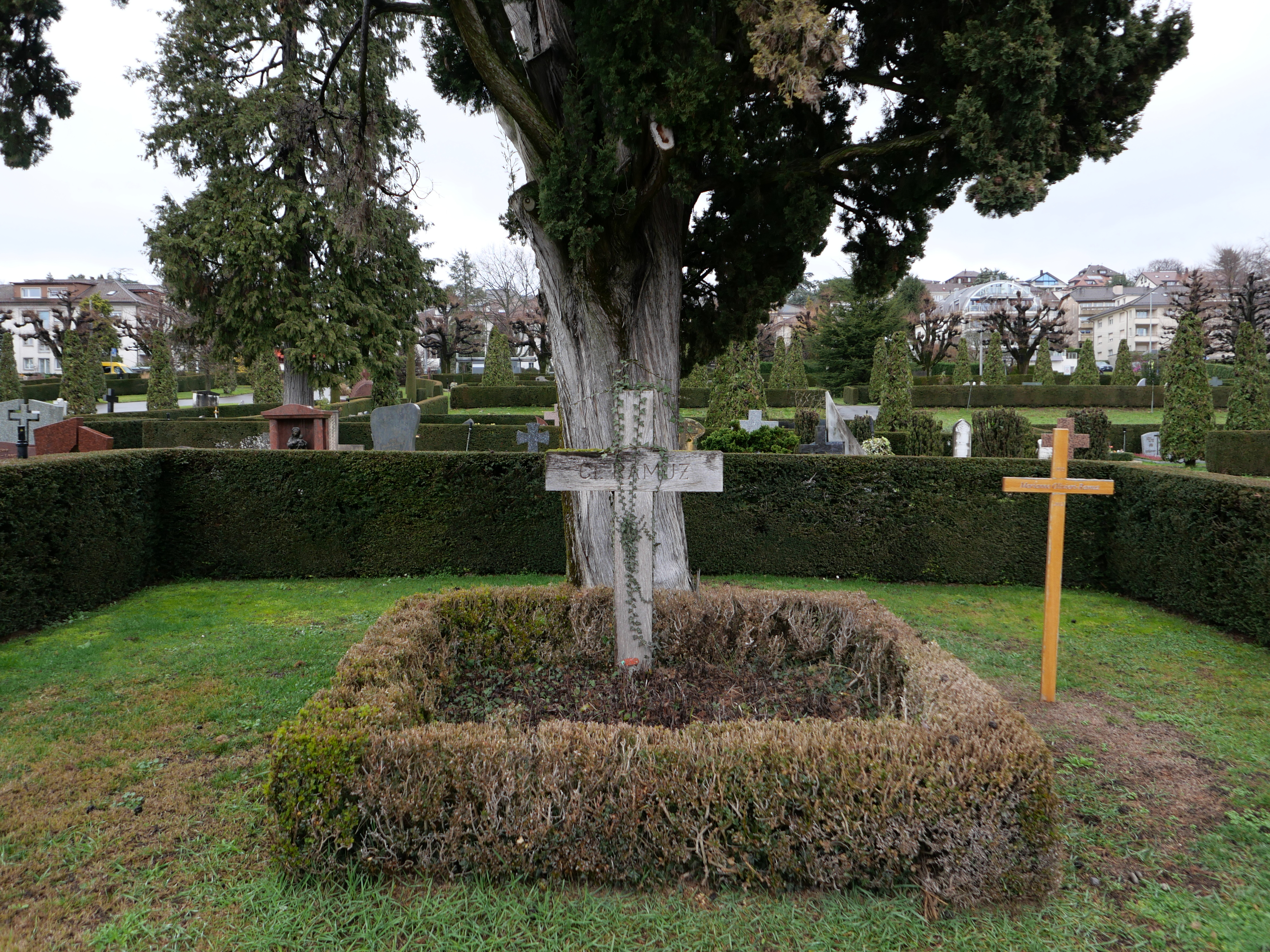
Ramuz és lánya, Marianne Olivieri-Ramuz (1913–2012) sírja a pullyi temetőben.

## Művei
- Le petit village (1903)
- Aline (1905) (magyarul: Aline)
- Jean-Luc persécuté (1909) (magyarul: Üldözött vad)
- Aimé Pache, peintre vaudois (1911)
- Vie de Samuel Belet (1913)
- Raison d'être (1914)
- Le règne de l'esprit malin (1917)
- La guérison des malades (1917)
- Les signes parmi nous (1919)
- Salutation paysanne (1919)
- Terre du ciel (1921)
- Présence de la mort (1922)
- La séparation des races (1922)
- Passage du poète (1923)
- L'amour du monde (1925)
- La grande peur dans la montagne (1926) (magyarul: Rémület a hegyek között)
- La beauté sur la terre (1927)
- Adam et Eve (1932) (magyarul: Ádám és Éva)
- Derborence (1934)
- Questions (1935)
- Le garçon savoyard (1936)
- Taille de l'homme (1937)
- Besoin de grandeur (1937)
- Si le soleil ne revenait pas... (1937)
- Paris, notes d'un vaudois (1938)
- Découverte du monde (1939)
- La guerre aux papiers (1942)
- René Auberjonois (1943)
- Nouvelles (1944)

## Magyarul
- Üldözött vad. Regény; ford. Gyergyai Albert; Révai, Bp., 1940 (Világsikerek)
- Ádám és Éva. Regény; ford. Gyergyai Albert; Révai, Bp., 1945
- Rémület a hegyek között; ford. Gombos László; Athenaeum, Bp., 1948 (Athenaeum könyvek)
- Üldözött vad / Cirkusz. Elbeszélés; ford., bev. Gyergyai Albert; Magvető, Bp., 1957 (Világkönyvtár)
- Aline. Regény; ford., utószó Gera György; Európa, Bp., 1957 (Világirodalmi kiskönyvtár)
- A nagy-nagy sondrebondi háború; ford., utószó Örvös Lajos; Magyar Helikon, Bp., 1960
- Az elbocsátott szolgálólány / Párizs. Egy vaud-i fiatalember jegyzetei; ford. Örvös Lajos; Európa, Bp., 1971
- Emlékeim Igor Sztravinszkijról / A katona története; ford. Kurz-Grosz Ibolya; Rózsavölgyi, Bp., 2020

## Fordítás
- Ez a szócikk részben vagy egészben  a   Charles-Ferdinand Ramuz című angol Wikipédia-szócikk ezen változatának fordításán alapul.  Az eredeti cikk szerkesztőit annak laptörténete sorolja fel. Ez a jelzés csupán a megfogalmazás eredetét és a szerzői jogokat jelzi, nem szolgál a cikkben szereplő információk forrásmegjelöléseként.